# Hedickiana levantina
Hedickiana levantina är en stekelart som först beskrevs av Hans Hedicke 1928.  Hedickiana levantina ingår i släktet Hedickiana och familjen gallsteklar. Inga underarter finns listade i Catalogue of Life.